# Sam’s Club
Sam’s Club (рус. Сэмс Клаб) — американская сеть центров ("складов") оптовой и мелкооптовой торговли клубного типа (warehouse club), управляемых Walmart. 
Первый центр Sam’s Club был открыт в апреле 1983 года в Мидуэст-Сити (штат Оклахома, США). 
Сеть центров Sam’s Club была названа так в честь основателя сети суперцентров Walmart Сэма Уолтона.
Это магазины самообслуживания.
Чтобы приобретать товары в центрах Sam’s Club, необходимо иметь членство (ежегодный взнос около 40 долларов).